# アシング・ムー
アシング・ムー (英語 : Athing Mu、2002年6月8日生まれ) は、アメリカの陸上競技選手である。専門は中距離。2020年東京オリンピックでは、800mと1600mリレーで金メダルを獲得した。

## 概要
2020年東京オリンピック女子800mで、国内記録かつU20世界記録となる1分55秒21を樹立して金メダルを獲得した。同年8月21日、プレフォンテーンクラシックで1分55秒04と立て続けに更新した。

## 実績

### 自己ベスト
(屋外記録)
- 800m 1分54秒97 2023年9月17日